# 威樂控股
威樂控股有限公司是一間香港建築公司，港交所前上市代號：0873。主要業務製修屋內設計、銷售廚櫃產品等。當時創辦人鄧氏家族，而當時策略股東中國中信集團公司旗下肖特吉，

## 歷史
在1997年12月17日上市，直至1998年7月2日停牌。主要原因旗下財務欺詐、做假帳、挪用公款等罪名。
而在被亞洲鐵路系統控股借威樂上市未能通過後，按聯交所第17條在2000年12月17日撤銷上市。而在2002年中，鄧氏3兄妹被法庭裁定所有罪名全部成立。

## 外部連結
- 威 樂 三 前 高 層 詐 騙 罪 成[]
- 威樂案鄧氏三兄妹罪成